# فرودگاه اسکتسفیلد
فرودگاه اسکتسفیلد (به انگلیسی: Scottsfield Aerodrome) یک فرودگاه همگانی است که یک باند فرود چمن دارد و طول باند آن ۷۶۲ متر است. این فرودگاه در کشور کانادا قرار دارد و در ارتفاع ۱۸۳ متری از سطح دریا واقع شده است.